# Чукарка
 Тази статия е за селото в България.  За селото в Сърбия вижте Чукарка (община Прешево).  
Чука̀рка е село в Югоизточна България, община Айтос, област Бургас.

## География
Село Чукарка се намира на около 12 km югозападно от общинския център град Айтос. Разположено е в Айтоската котловина, в малка долина, оградена от хълмовете Хисар. Климатът е преходно континентален, в землището преобладават ранкери и лесивирани почви
Общинският път от Чукарка на север пресича минаващия през Айтос първокласен Подбалкански път и продължава към село Черноград, гарата Чероград на железопътната линия Пловдив – Бургас и към съседните на Черноград села. Надморската височина намалява от около 205 m до към 190 м край протичащата през селото от северозапад на югоизток река Чакърлийка и нараства до около 240 m в западния и около 230 m в североизточния краища на селото.
В землището на село Чукарка към януари 2020 г. има регистрирани 6 малки язовира (микроязовира), четири от които обезводнени (пресъхнали).
Поминъкът на населението се основава на зърнопроизводство, отглеждане на технически култури (слънчоглед), тютюнопроизводство, зеленчукопроизводство (бамя), овцевъдство, козевъдство. говедовъдство.

## История
След края на Руско-турската война 1877 – 1878 г., по Берлинския договор селото остава на територията на Източна Румелия. От 1885 г. – след Съединението, то се намира в България с името Тас тепе. Преименувано е на Чукарка през 1934 г.
Селището е основано през 9–10 век в местността Юрта, във връзка със строителството на Брушанската крепост (Малкото кале). На около километър южно е минавал древният път Джеде, свързващ Ямбол и Карнобат с Бургас, Несебър и Цариград.
През 1927 г. е учредено Народно читалище „Наука“.
От периода 1948 – 1995 г. в Държавния архив – Бургас се съхраняват документи на/за Трудово кооперативно земеделско стопанство (ТКЗС) „Вишински“ – с. Чукарка, Бургаско. В списъка на фондове от масив „C“ на архива са посочени – във връзка с промените в наименованието на фондообразувателя и съответните периоди, следните форми, през които стопанството преминава:
- ТКЗС „Вишински“ – с. Чукарка, Бургаско (1945 – 1958);
- Земеделска производствена кооперация „Прогрес“ – с. Чукарка, Бургаско (1992 – 1992) и последно
- Ликвидационен съвет на Земеделска производствена кооперация „Прогрес“ – с. Чукарка, Бургаско (1992 – 1994).

След 1958 г. ТКЗС „Вишински“ – село Чукарка се влива в Обединено трудово кооперативно земеделско стопанство (ОТКЗС) „Васил Коларов“ – село Пирне.
През 2008 г. началното училище „Свети свети Кирил и Методий“ в Чукарка е закрито. Документацията му се съхранява в основно училище „Христо Ботев“, село Пирне.

## Население
Населението на село Чукарка наброява 619 души към 1934 г., поради миграция намалява до 523 към 1985 г. и нараства впоследствие до 552 към 1992 г. и 619 души (по текущата демографска статистика за населението) към 2018 г.

### Етнически състав
Преброяване на населението през 2011 г.
Численост и дял на етническите групи според преброяването на населението през 2011 г.:
|                     | Численост |
| Общо                | 611       |
| Българи             | 5         |
| Турци               | 382       |
| Цигани              | 220       |
| Други               | -         |
| Не се самоопределят | 4         |
| Неотговорили        | -         |

## Религии
В село Чукарка се изповядва ислям.

## Обществени институции
Село Чукарка към 2020 г. е център на кметство Чукарка.
В селото към 2020 г. има:
- действащо читалище „Наука – 1927“;[15][16]
- постоянно действаща джамия;[17]

## Природни и културни забележителности
В околностите на селото са скалните образувания Чуките.
На стената на училище „Св. Св. Кирил и Методий“ (закрито през 2008 г.), е монтирана черна мраморна плоча, посветена на загиналите в Балканската и Първата световна войни. На плочата е монтиран метален кръст за храброст и гравиран надпис: „Загинали за Родината отъ с. Чукарка ок. Айтоска“; „Слава на ГероитҌ“. Има списък на загиналите.
На стената на читалище „Наука – 1927“, е монтирана мраморна паметна плоча, посветена на загиналите в Отечествената война 1944 – 1945 г.